# Амір-Валі
Амір-Валі (*д/н — 1386) — емір Гургана (Астрабада) і східного Мазандерану в 1356—1366 і 1374—1384 роках.

## Життєпис

### Молоді роки
Син Шейха Алі Гінду, хакіма (намісника) Астрабаду. Разом з ним Амір Валі брав участь у військових кампаніях ільхана Тога-Темура, після загибелі якого 1353 року втік до Мазандерану. Ймовірно тоді ж загинув Шейх Алі Гінду.
Оголосивши, що діє від імені законного ільхана Лукмана став збирати військо. також оголосив себе прихильником шиїтів, оскільки його вороги — сербедари — були сунітами. Амір Валі став здійснювати напади на Астрабад, звідки вийшли основні сили сербедарів, що брали участь у боротьбі за владу у своїй державі. 1356 року розбив 2 армії сербедарів, захопивши Астрабад.

### Перше панування
Продовжив війну проти сербедарів, захопивши 1360 року міста Бістам і Дамган. 1361 року вдерся до власне держави сербедарів, успішно діяв проти Гасана аль-Дамгані. Втім після 1364 року, коли останнього було повалено, сербедари під проводом Ходжи Алі Муайяда перейшли у наступ. 1366 року зазнав тяжкої поразки, втративши Астрабад, який відвоювали сербедари.

### Міжпанування
Створив собі базу в гірській частині Мазандерану. Потім захопив місто Семнан. Але спроби відвоювати Астрабад виявилися невдалими. 1370 року здійснив похід з метою захоплення міста Рей (під владою Джалаїрського султанату), мав військові сутички з Камал ад-Діном династії Марашіян. 1371 року відбив напади на свої володіння. 1373 року допоміг Шах Шуджи, володарю Держави Музаффаридів захопити Рей і Саву.
1375 року знову перейшов у наступ проти Ходжи Алі Муайяда, який зазнав поразки від Гіяс ад-Діна Пір-Алі, маліка Герату. 1376 року вдалося відвоювати Астрабад.

### Друге панування
Невдовзі прийняв у себе Ходжу Алі Муайяда, якого було повалено. 1378 року взяв в облогу столицю Себзевар, яку було захоплено 1379 року. Повалено Дервіша Рукн ад-Діна й відновлено на троні Ходжу Алі Муайяда, який визнав зверхність Амір-Валі.
По поверненню знову почав війну проти Камал ад-Діном династії Марашіян, але зазнав поразки. Більш успішними булі дії проти ільхана Лукмана. Цим скористався Ходжа Алі Муайяд, що оголосив незалежність У відповідь військаАмір-Валі взяли в облогу Себзевар. В свою чергу лідер сербедарів звернувся по допомогу до чагатайського еміра Тимура. 1381 року останній розграбував місто Ісфарайєн. Амір-Валі за допомогою племені джауні-курбан в Хорасані чинив спротив. Водночас тривала облога Себзевара.
1382 року під тиском Тимура вимушен був відступити до Астрабаду. 1383 року після річного спротиву зазнав тяжкої поразки, 1384 року втік до Джалаїрського султанату. Тимур передав Астрабад Лукману, що перед тим став васалом чагатайського еміра.

### Останні роки
Деякий час перебував на службі у Джалаїридів. Брав участь в обороні Тебріза під час облоги Тохтамиша, хана Золотої Орди. Після того, як місто було спустошено, він вирушив до Мазандерану, де спробував підняти повстання проти Тимура в 1386 році, втім зазнав поразки і загинув.